# Feuertalberg
Feuertalberg je hora v alpském pohoří Totes Gebirge ve Štýrsku, nedaleko hranic s Horními Rakousy. Dosahuje výšky 2376 m n. m.

## Poloha
Nachází se 10 km západně od obce Hinterstoder se známým lyžařským střediskem a 4,5 km jihozápadně od vrcholu Grosser Priel, nejvyšší hory "Mrtvých hor". Na vrcholu stojí trigonometrický bod.

## Přístup
Nejkratší přístup vede od východu, z parkoviště Dietlgut (650 m n. m.) po značené cestě Dietlbüheln, která stoupá do sedla Bösenbühelsattel (2106 m n. m.). Od něj je to na vrchol ještě 270 výškových metrů po neznačeném hřebeni. Celkové převýšení přesahuje 1700 metrů.